# Świstowa Studnia
Świstowa Studnia (Błękitny Awen) – jaskinia w Dolinie Małej Łąki w Tatrach Zachodnich. Wejście do niej znajduje się w Niżniej Świstówce, pod ścianami opadającymi z Kotlin ku północy, w pobliżu Jaskini pod Śnieżną Studnią, na wysokości 1670 metrów n.p.m. Długość jaskini wynosi 28 metrów, a jej deniwelacja 15,5 metra.

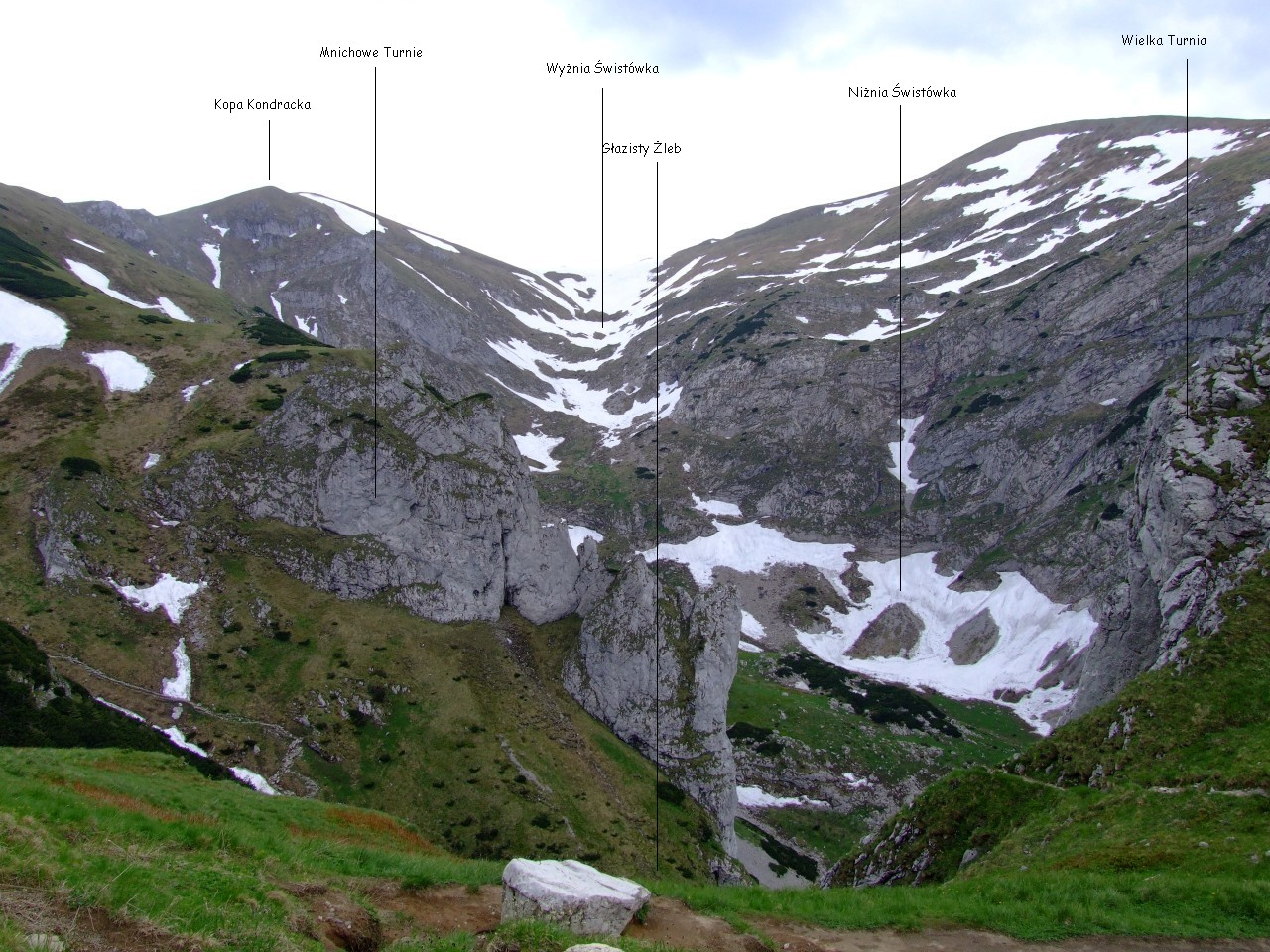
Niżnia Świstówka. Po prawej ściana Kotlin

## Opis jaskini
Jaskinię stanowi 10-metrowa szczelinowa studnia o dnie pokrytym śniegiem. Można się do niej dostać z otworu wejściowego 1,5-metrową studzienką i prowadzącym w dół bardzo stromym korytarzem. Z dna studni odchodzą trzy krótkie korytarzyki.

## Przyroda
Ściany jaskini są mokre. Cały rok w studni leży zlodowaciały śnieg.

## Historia odkryć
Jaskinię odkryli 16 września 1977 roku grotołazi z Katowic. Badania przeprowadzone w 1996 roku przez grotołazów z Wrocławia wykazały, że istnieje połączenie szczelinami pomiędzy Jaskinią Wielką Śnieżną a Świstową Studnią.